# 칼라 (힌두교)
칼라(산스크리트어: काल, sa)는 '시간' 또는 '죽음'을 의미하는 산스크리트어 용어이다. 모든 것을 파괴하는 의인화된 시간으로서, 칼라는 죽음의 신이며, 종종 야마라자의 별칭 중 하나로 사용된다. 시바파에서 칼라는 시바의 불의 아바타인 칼라 바이랍 또는 칼라그니 루드라로 알려져 있으며, 비슈누파에서 칼라는 또한 나라심하 및 프랄라야와 관련이 있다. 신과 여신에 적용될 때, Kālá는 '검은색'을 의미하는 kāla와 항상 구별되는 것은 아니다.

## 어원
모니어-윌리엄스의 널리 사용되는 산스크리트-영어 사전은 kāla 형태를 가진 두 가지 다른 단어를 나열한다:
- kāla 1은 "검은색, 어두운 색, 짙은 파란색 ..."을 의미하며, 파니니 4–1, 42에 언급된 바와 같이 ī로 끝나는 여성형인 kālī를 가진다.
- kālá 2는 "정해진 또는 적절한 시점, 시간의 간격, 시간 ... 운명, 숙명 ... 죽음"을 의미하며, 리그베다 프라티샤키아에 언급된 바와 같이 ā로 끝나는 여성형(복합어의 끝에서 발견됨)을 가진다. 전통적인 힌두 시간 단위로서, 한 칼라는 144초에 해당한다.

모니어-윌리엄스에 따르면, kāla 2는 동사 어근 kal "계산하다"에서 유래되었지만, kāla 1의 어근은 불확실하며, 아마도 동일할 가능성이 있다.
데비 마하트미야와 스칸다 푸라나와 같은 작품에서 신과 여신에게 적용될 때, kāla 1과 kāla 2는 쉽게 구별되지 않는다. 그리하여 웬디 도니거는 스칸다 푸라나에서 시바와 파르바티 사이의 대화를 번역하면서 마하칼라가 "'위대한 죽음' ... 또는 '위대한 검은 존재'"를 의미할 수 있다고 말한다. 그리고 데비 마하트미야의 힌두 번역자인 스와미 자가디슈와라난다는 여성 복합어 칼라라트리(여기서 라트리는 "밤"을 의미한다)를 "주기적 해체의 암흑의 밤"으로 번역한다.

## 신

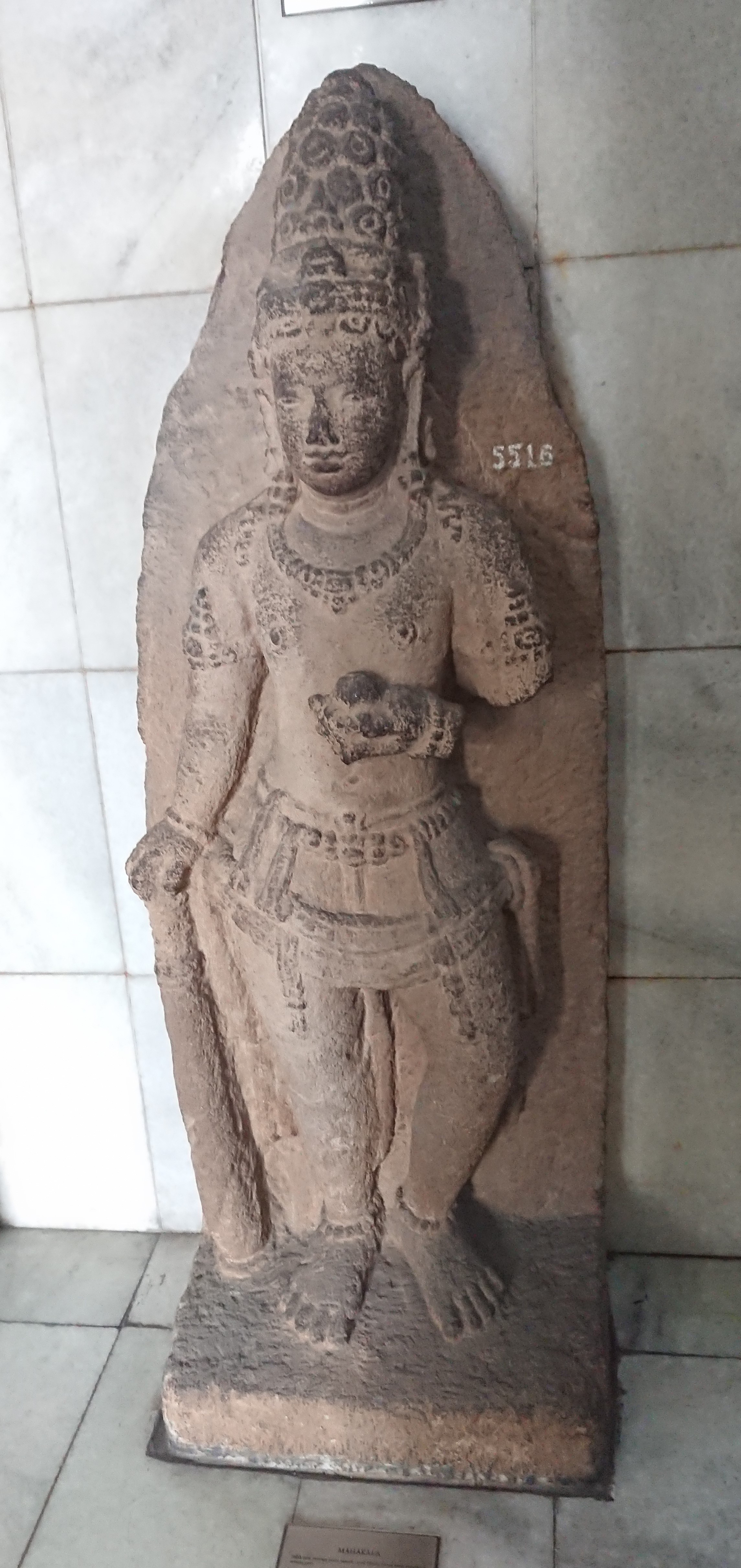
인도네시아 국립박물관에 있는 칼라의 무르티 조각상.

### 아타르바베다
칼라는 아타르바베다의 19번째 칸다 숙타 53과 54에서 신의 마음, 숨결, 이름이 스며들어 있는 신으로 묘사된다.

### 서사시 및 푸라나
칼라는 마하바라타, 라마야나, 바가바타 푸라나에서 비인격적인 신으로 나타난다. 바가바드 기타(11.32)에서 주요 등장인물 중 한 명인 크리슈나는 자신을 의인화된 시간으로 밝힌다. 그는 아르주나에게 쿠루크셰트라 전쟁의 전장에 있는 양측이 이미 전멸되었다고 말한다. 서사시의 끝에서, 전체 야두 왕조(크리슈나의 왕조)도 비슷하게 전멸된다.
칼라는 라마야나의 우타라 칸다에서 죽음(야마)의 사자로 나타난다. 이야기의 끝에서, 피할 수 없거나 필연성의 형태를 띤 시간은 라마에게 그의 지구 통치가 이제 끝났음을 알린다. 속임수나 딜레마를 통해, 그는 락슈마나의 죽음을 강요하고, 라마에게 그가 신들의 영역으로 돌아가야 한다고 알린다. 락슈마나는 라마의 축복을 받으며 기꺼이 세상을 떠나고 라마는 바이쿤타로 돌아간다.
시간은 바가바타 푸라나에서 전체 창조물에서 지각할 수 없고 피할 수 없는 변화를 담당하는 힘으로 나타난다. 푸라나에 따르면, 모든 창조된 것들은 환영적이며, 따라서 창조와 소멸에 종속되며, 이 지각할 수 없고 상상할 수 없는 무상함은 시간의 흐름 때문이라고 한다. 비슷하게, 시간은 브라흐마의 수명 끝에 전체 세상이 파괴된 후에도 남아있는 신의 미발현된 측면으로 간주된다. 소이퍼에 따르면, 나라심하는 바가바타 푸라나, 링가 푸라나, 쿠르마 푸라나 버전에서 프랄라야 또는 유간타 자체와 명시적으로 연결되어 있다. 그는 칼라나 파괴의 불, 즉 프랄라야의 두 요원처럼 나타난다고 한다.
가우디야 비슈누파 경전이자 차이타냐 마하프라부의 전기로 차이타냐 바가바타에서는 시대의 끝에 상카르샤나의 입에서 나오는 불이 칼라날라, 즉 "시간의 불"이라고 한다. 상카르샤나의 이름 중 하나는 칼라그니, 또한 "시간의 불"이다.
비슈누 푸라나는 또한 시간(칼라)이 비슈누의 네 가지 주요 형태 중 하나이며, 다른 형태들은 물질(프라다나), 가시 물질(비야크타), 그리고 영(푸루샤)이라고 명시한다. 핀치만에 따르면, "태초의 창조 시점에서 세 가지 형태가 비슈누에서 발생한다고 한다: 시간(칼라), 푸루샤, 그리고 프라크리티".

### 바가바드 기타
바가바드 기타 11.32에서 크리슈나는 파괴자인 칼라의 형태를 취하여 아르주나에게 양측의 모든 전사들이 판다바를 제외하고는 죽을 것이라고 선언한다:
कालो ऽस्मि लोकक्षयकृत् प्रवृद्धो लोकान् समाहर्तुम् इह प्रवृत्तः ।
나는 세상의 위대한 파괴자인 시간(칼라)이며, 모든 사람들을 파괴하기 위해 여기에 왔다.— 바가바드 기타, 11장 32절

이 구절은 J. 로버트 오펜하이머가 1945년 맨해튼 계획의 첫 핵폭탄 폭발을 회상하며 인용한 것으로 유명하다.

### 다른 문화권에서
자바 신화에서 바타라 칼라는 파괴의 신이다. 그는 신들의 왕인 시바의 정액에서 태어난 매우 거대하고 강력한 거인 신으로 묘사된다.
보로부두르에서 계단으로 가는 문은 거대한 머리로 장식되어 문이 거인의 입처럼 보이게 한다. 자바 전통 건물에는 이러한 종류의 장식이 있는 다른 많은 문들이 있다. 아마도 자바에서 가장 상세한 칼라 얼굴은 칸디 칼라산의 남쪽 면에 있다.
태국에서는 따이 민속 종교 내의 락 므앙과 힌두교 내의 치트라굽타와 함께 널리 숭배된다.

## 자이나교

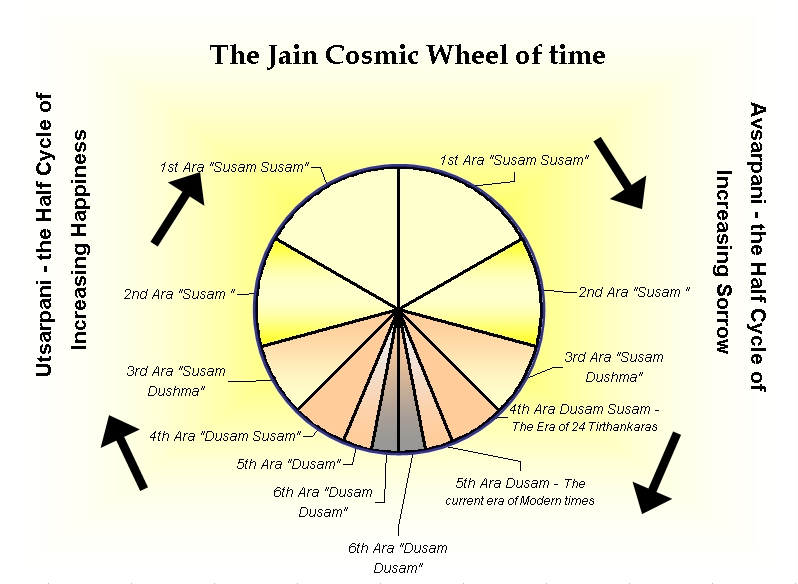
자이나교의 칼라차크라

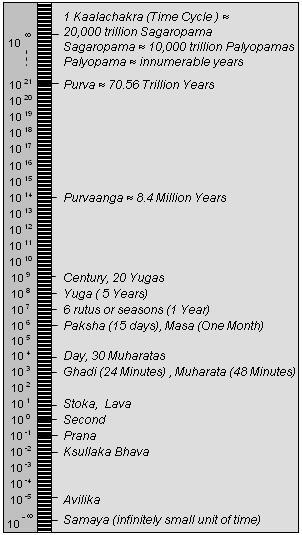
자이나교 경전에서 사용되는 시간의 로그 스케일.

자이나교에서 칼라(시간)는 무한하며 두 가지 다른 방식으로 설명된다:
- 시간, 일 등과 같은 형태로 알려진 지속 시간의 척도.
- 사물 기능의 연속성의 원인.

그러나 자이나교는 초의 무한히 작은 부분인 사마야로 알려진 매우 작은 시간 측정 단위를 인식한다. 여기에는 주기(칼라차크라)가 있다. 각 주기는 아바사르피니와 웃사르피니로 설명되는 동일한 기간의 두 시대를 가진다.

## 같이 보기
- 칼라차크라
- 칼리
- 마하칼라
- 시간의 아버지

## 출전
- Dalal, Roshen (2011년 10월 5일). 《Hinduism: An Alphabetical Guide》. Penguin Books India. ISBN 978-0-14-341421-6. 2012년 12월 19일에 확인함.
- Pintchman, Tracy, 편집. (2001), 《Seeking Mahadevi: Constructing the Identities of the Hindu Great Goddess》, SUNY Press
- Soifer, Deborah A. (1991). 《The Myths of Narasimha and Vamana: Two Avatars in Cosmological Perspective》. SUNY Press. ISBN 9780791407998.